# دون كيركباتريك
دون كيركباتريك (بالهولندية: Don Kirkpatrick)‏ هو عازف بيانو وعازف جاز أمريكي، ولد في 17 يونيو 1905 في تشارلوت في الولايات المتحدة، وتوفي في 13 مايو 1956.

## وصلات خارجية
- دون كيركباتريك على موقع IMDb (الإنجليزية)
- دون كيركباتريك على موقع ميوزك برينز (الإنجليزية)
- دون كيركباتريك على موقع أول ميوزيك (الإنجليزية)
- دون كيركباتريك على موقع أول ميوزيك (الإنجليزية)
- دون كيركباتريك على موقع ديسكوغز (الإنجليزية)
- دون كيركباتريك على موقع ديسكوغز (الإنجليزية)